# Odporyszów

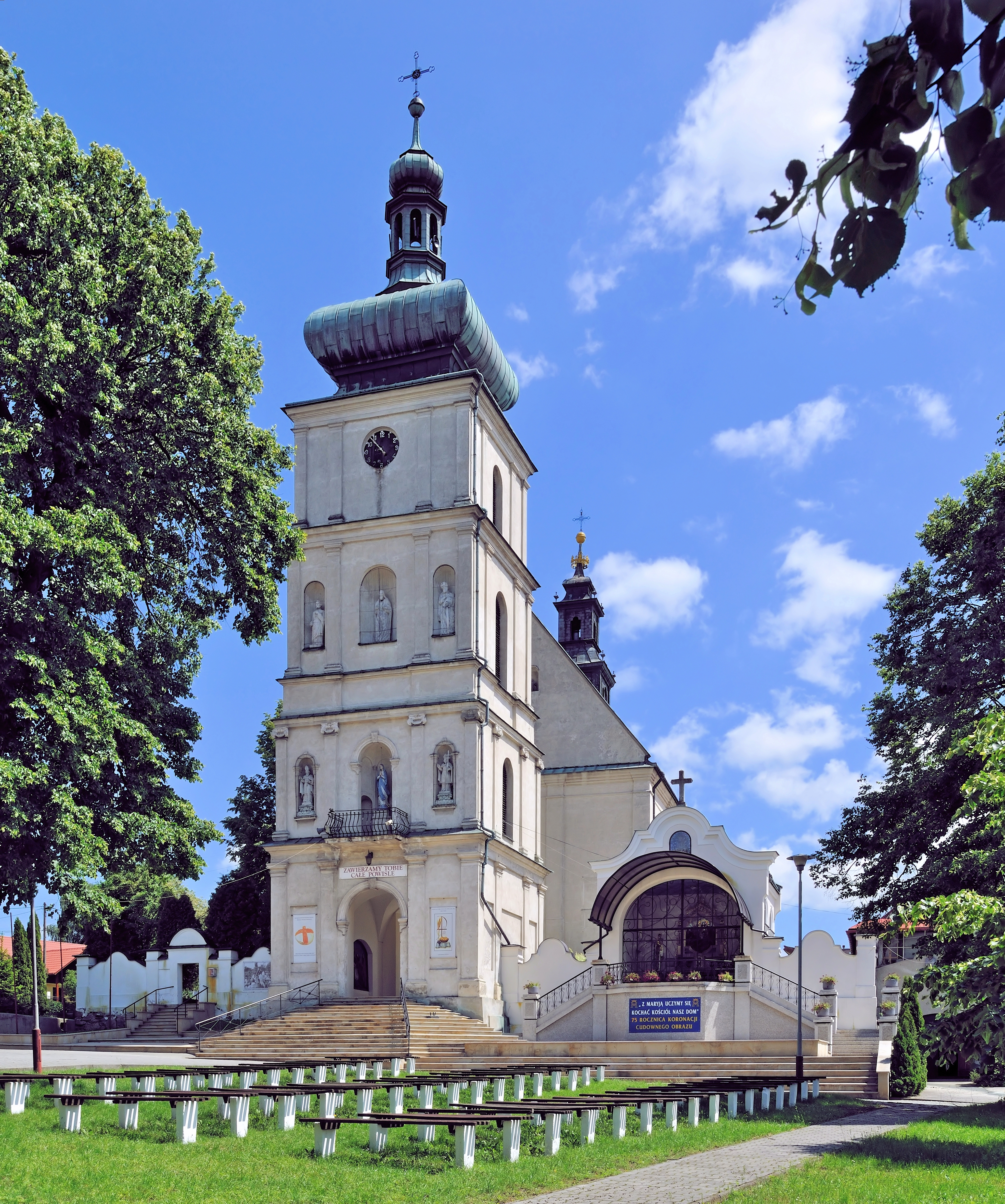
Kościół w Odporyszowie

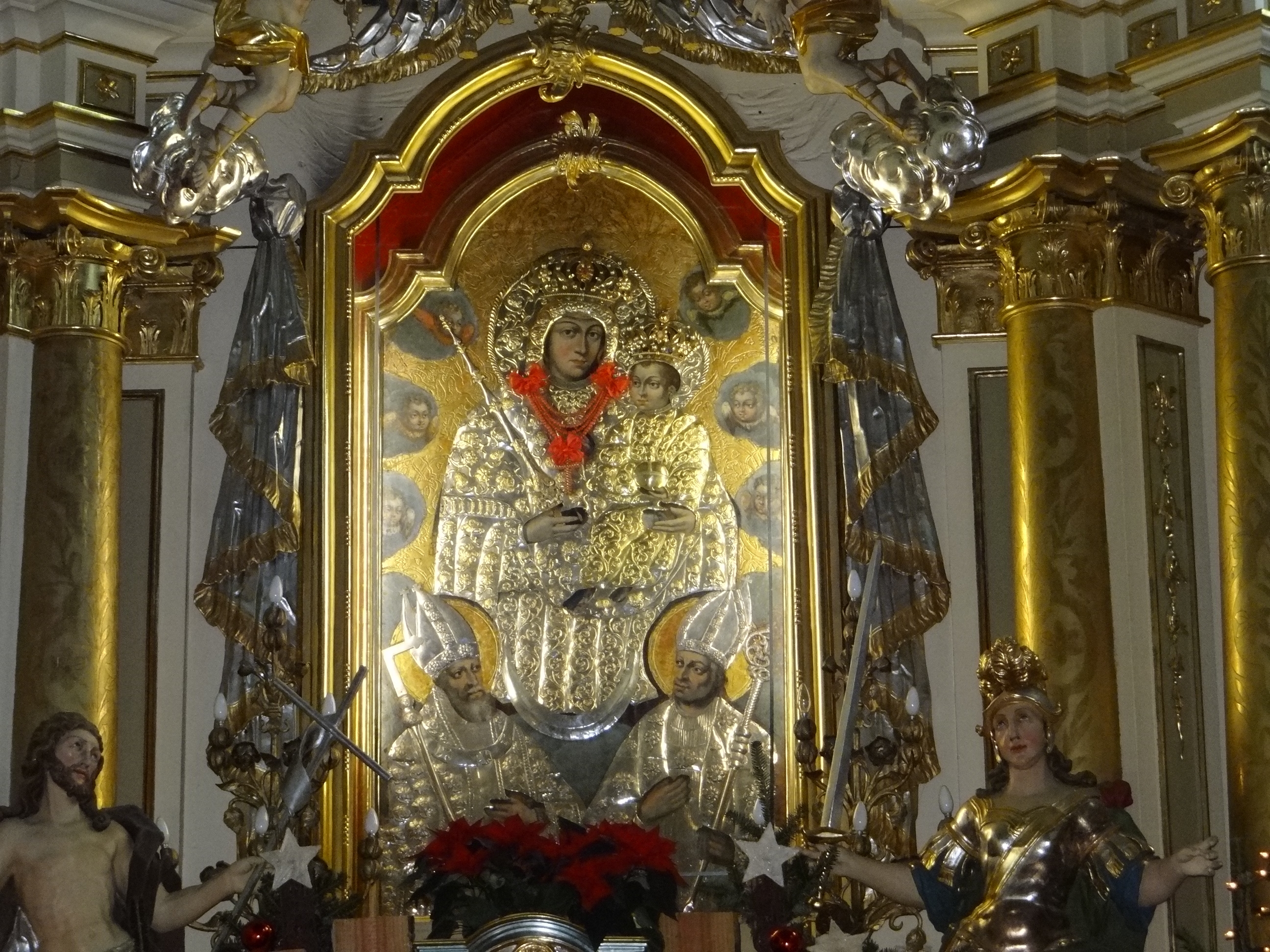
Cudowny obraz Matki Boskiej w odporyszowskim sanktuarium

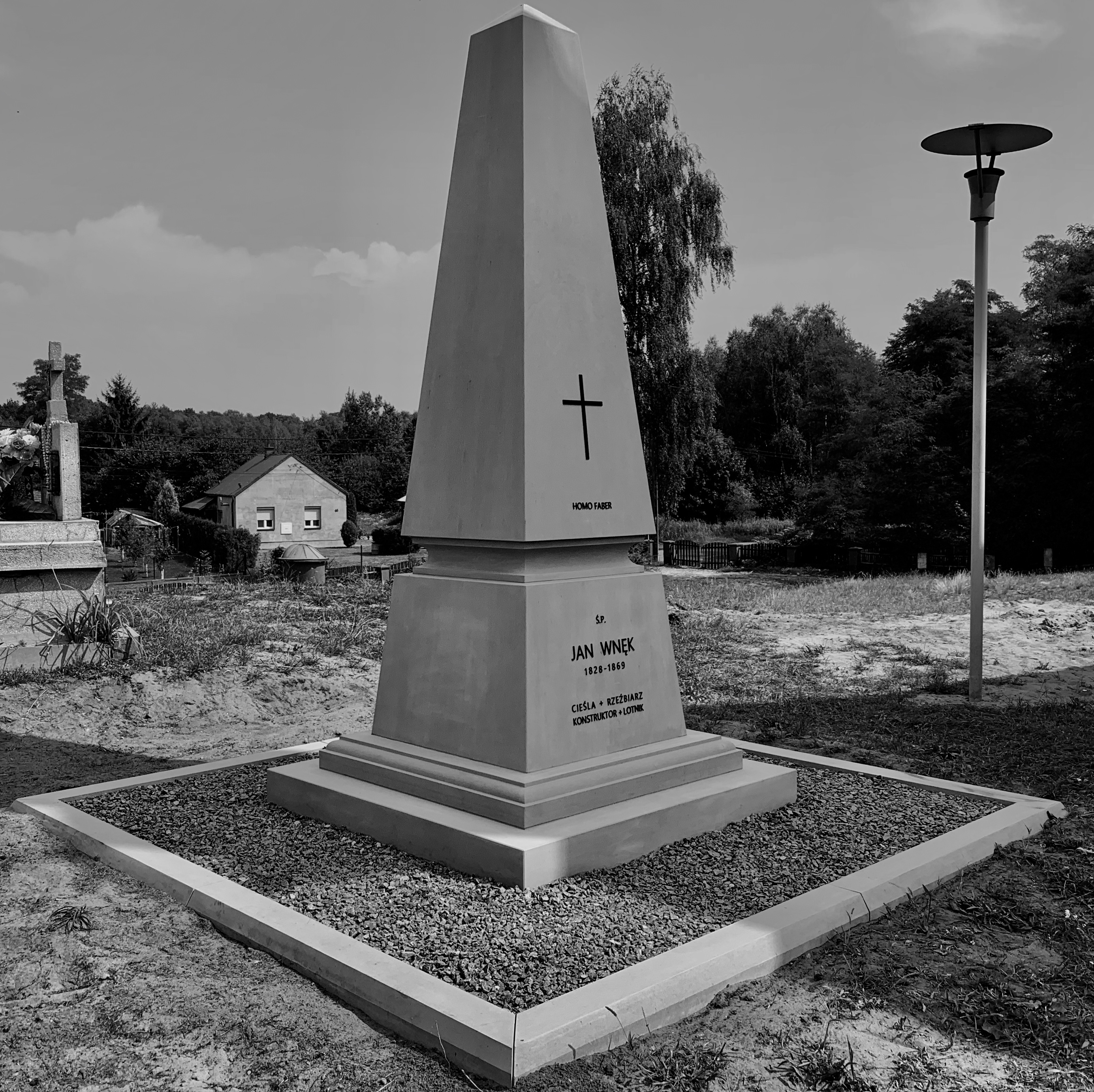
Epitafium Jana Wnęka na cmentarzu parafialnym w Odporyszowie

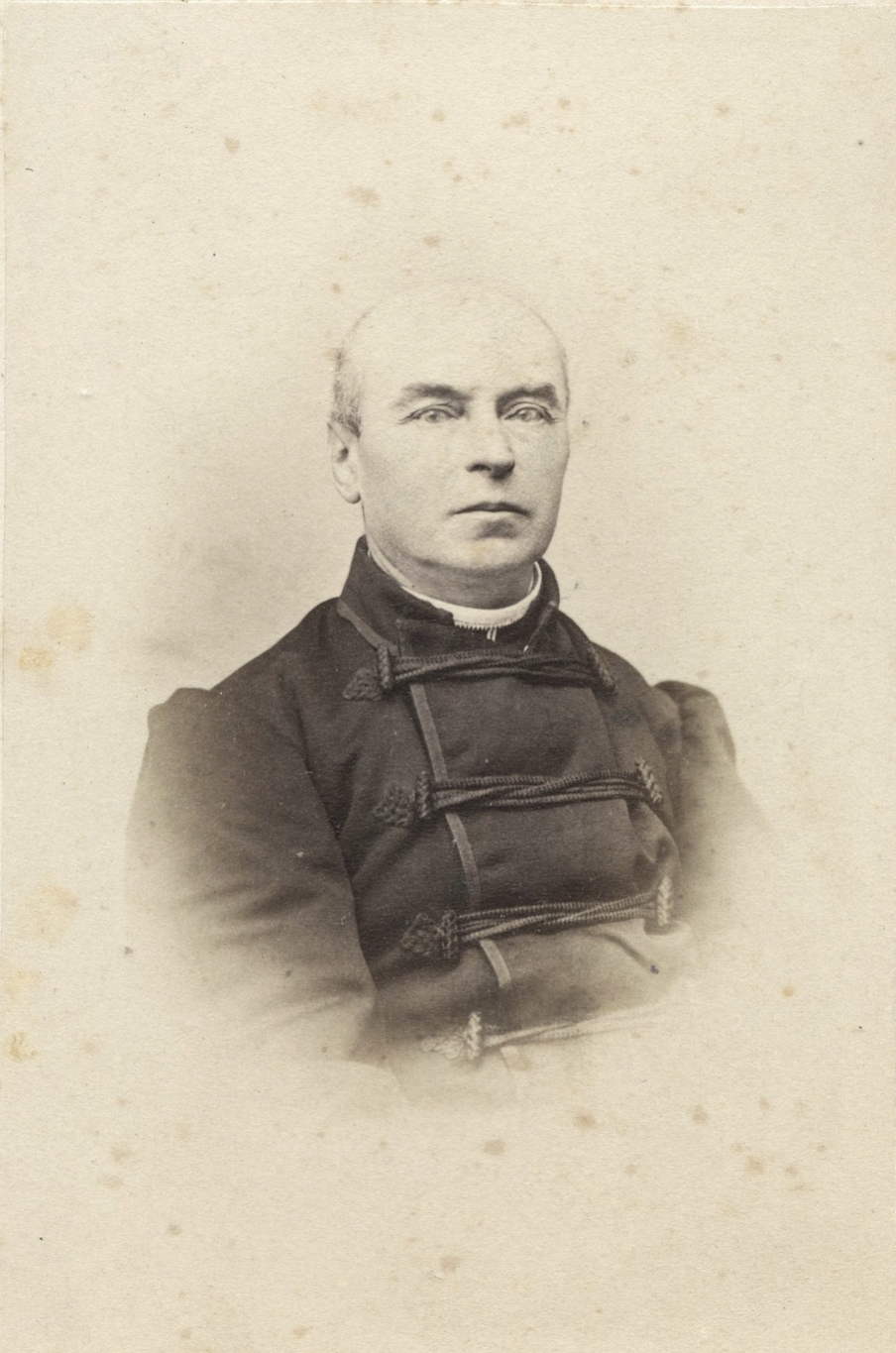
ks. Stanisław Morgenstern - proboszcz i odnowiciel sanktuarium w Odporyszowie (1849-1880)

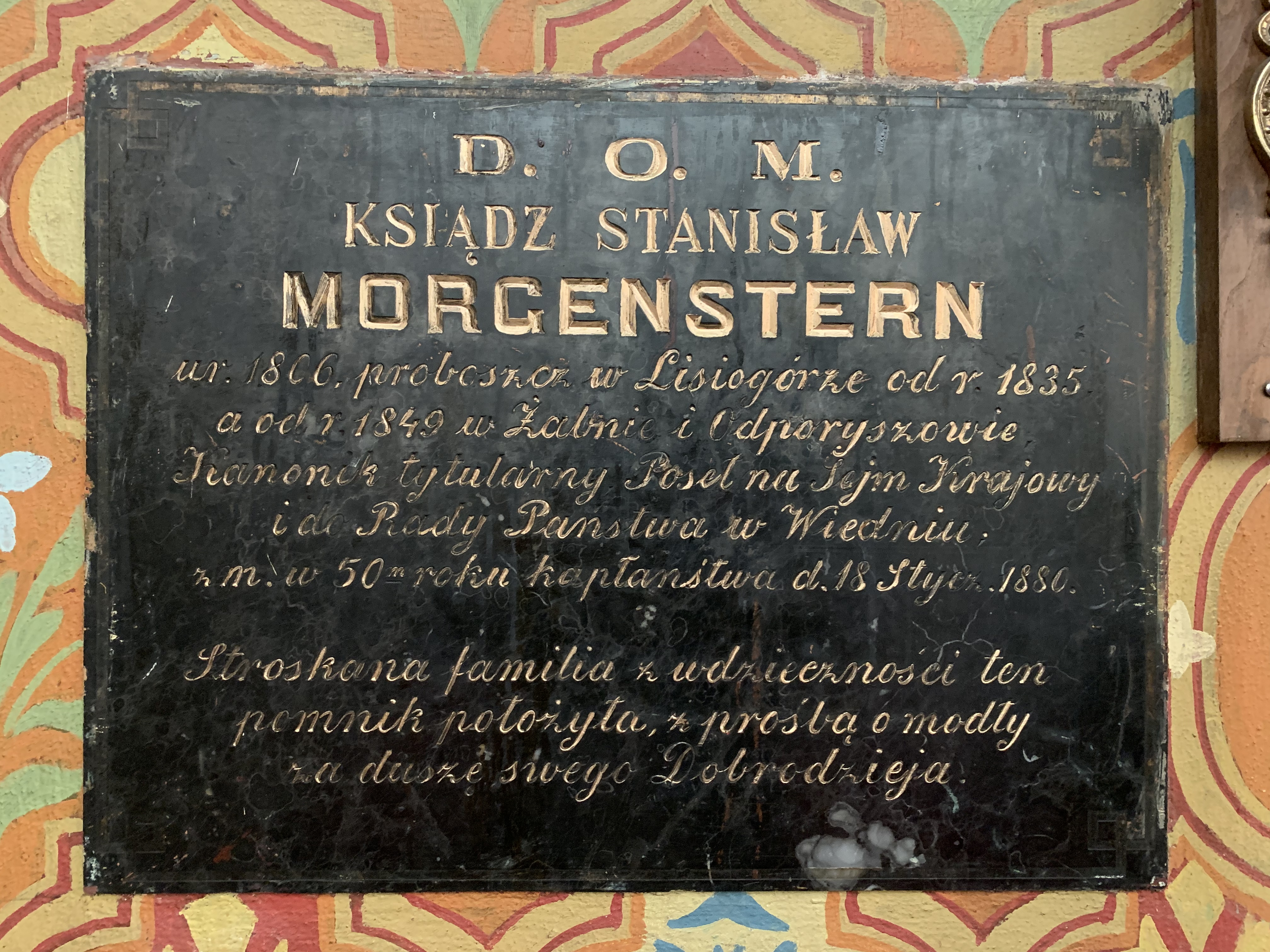
Pamiątkowa tablica w prezbiterium kościoła w Odporyszowie

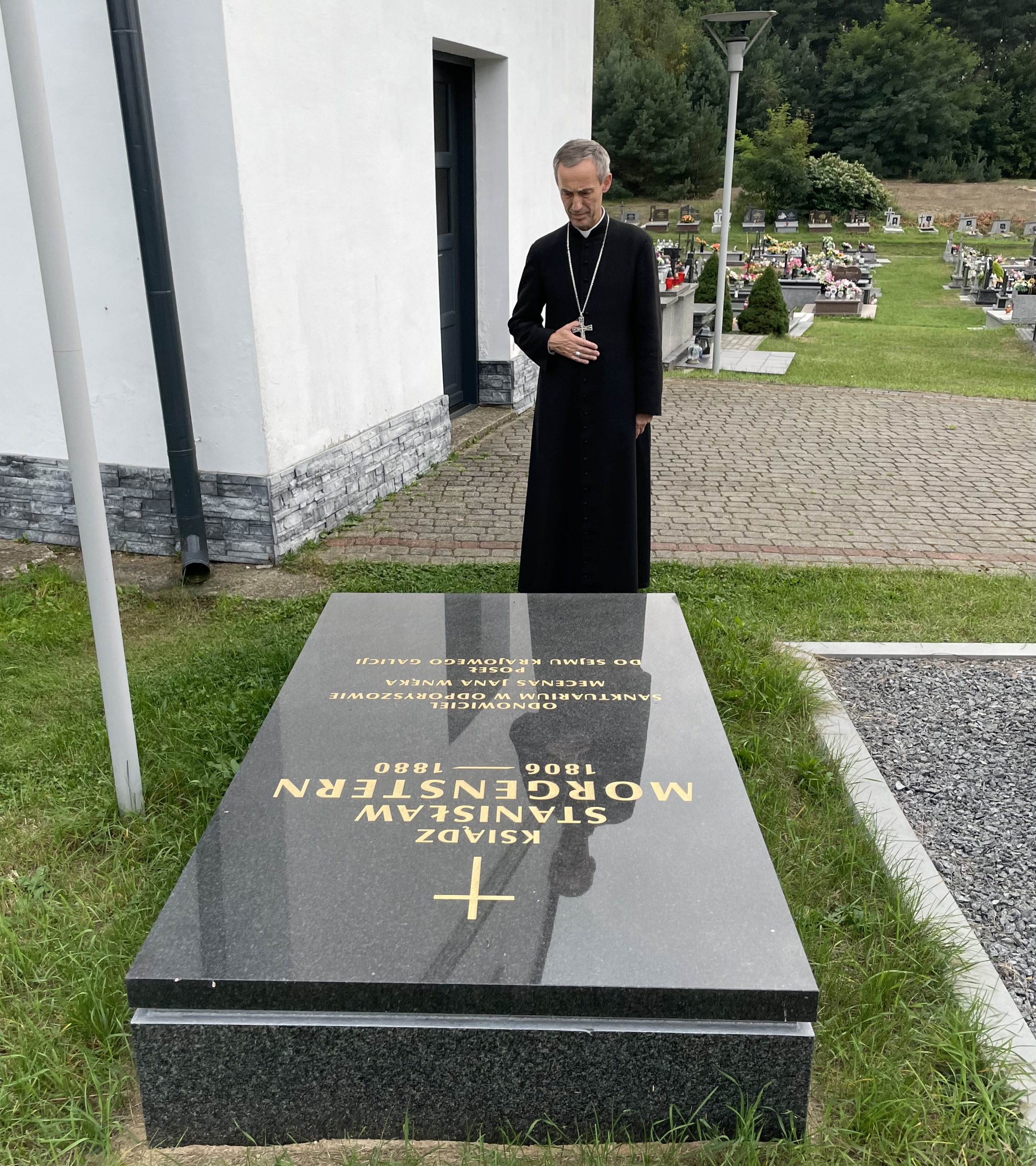
Biskup Stanisław Salaterski przy grobie ks. Stanisława Morgensterna

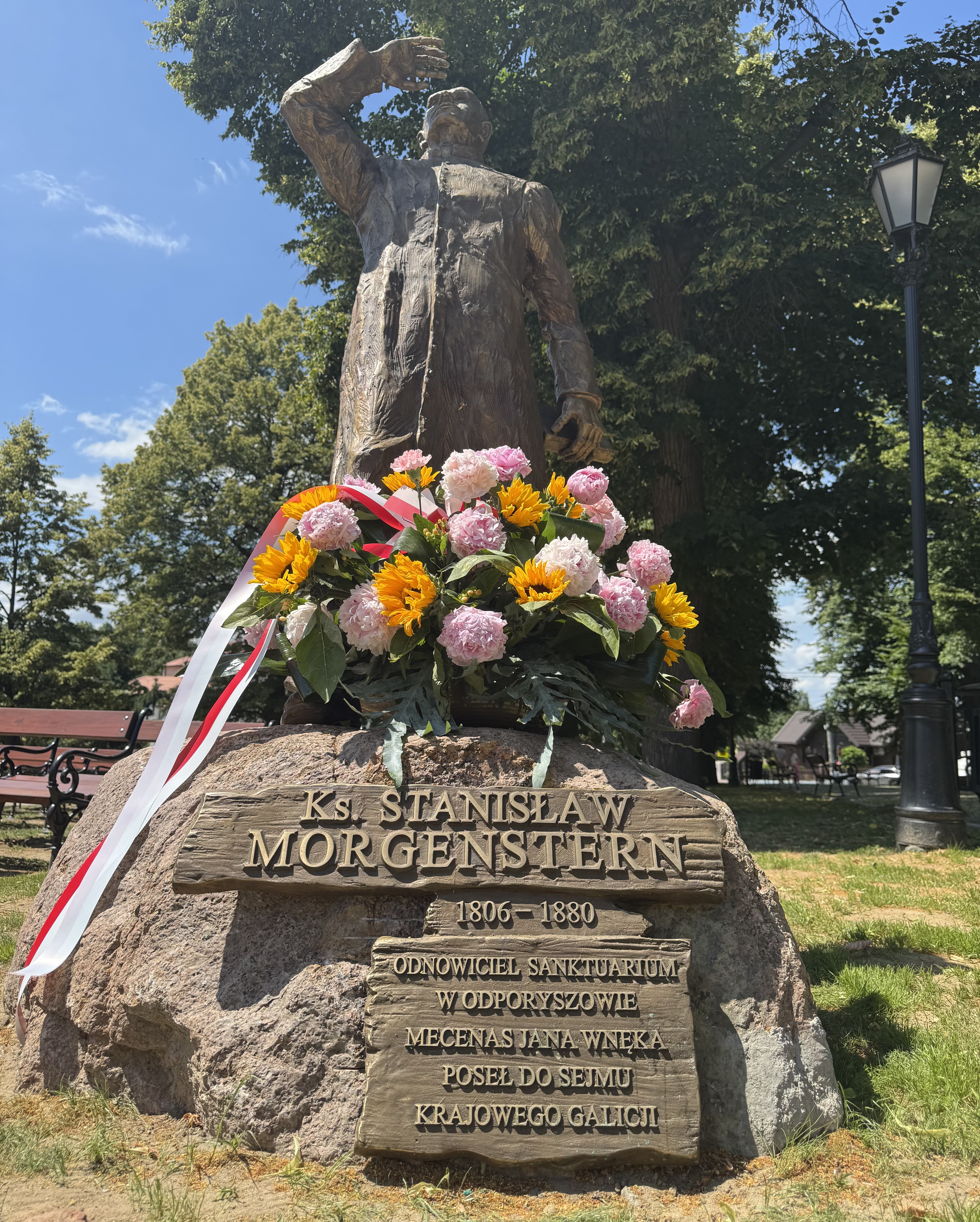
Pomnik ks. Stanisława Morgensterna na placu odpustowym w Odporyszowie (2025)

Odporyszów – wieś w Polsce położona w województwie małopolskim w powiecie tarnowskim w gminie Żabno. W latach 1954–1968 wieś była siedzibą gromady Odporyszów w powiecie dąbrowskim w województwie krakowskim. W latach 1969–1972 obszar Odporyszowa był częścią gromady Dąbrowa Tarnowska. W latach 1975–1998 miejscowość administracyjnie należała do województwa tarnowskiego. We wsi znajduje się m.in. Sanktuarium Matki Boskiej Zwycięskiej, w którym posługują księża misjonarze św. Wincentego a Paulo.

## Geografia

### Lokalizacja
Odporyszów leży na północny zachód, w odległości 18 kilometrów od Tarnowa. Od wschodu graniczy ze wsią Morzychna, od południa z Sieradzą, od zachodu z miastem Żabnem i wsią Podlesie Dębowe, a od północy z Borkiem i Buczem – częściami wsi Wielopole. Przez wieś przebiega droga wojewódzka nr 975.

### Części wsi
Integralnymi częściami Odporyszowa są: Grobla, Podolszynie, Podwałcze, Sołtystwo, Studzienki.
1 lipca 1925 do gminy Odporyszów włączono przysiółek Morzychna z gminy Bagienica.

### Środowisko naturalne
Miejscowość jest położona na wysokości 224 m n.p.m. w obrębie Płaskowyżu Tarnowskiego, w centralnej części zapadliska przedkarpackiego, które jest rowem przedgórskim Karpat. Niektóre z dolinek, przecinających atrakcyjnie ukształtowany teren Odporyszowa są głęboko wcięte, a nachylenie ich zboczy przekracza 30°. Dominują żyzne gleby darniowo–bielicowe i piaszczysto–gliniaste. W Odporyszowie występują tzw. prądy wstępujące sprzyjające szybownictwu. Najważniejszym ciekiem wodnym okolicy jest rzeka Dunajec – dopływ Wisły, swoje wody prowadzą Breń – dopływ Wisły i Żabnica – dopływ Brnia.

#### Klimat
Okolice Odporyszowa to tzw. „biegun ciepła”, gdzie klimat jest jednym z najcieplejszych w Polsce: umiarkowanie wilgotny, z długim okresem wegetacyjnym, sporym nasłonecznieniem, słabymi wiatrami, średnią roczną opadów 600–700 mm, średnią roczną liczbą dni pogodnych 138. Dogodne warunki klimatyczne i jeden z najdłuższych w kraju okres wegetacji roślin, sprzyjają uprawie warzyw i zbóż oraz sadownictwu.

## Historia

### XIV–XIX wiek
Dokument wydany 26 stycznia 1385 w Krakowie przez królową Jadwigę Spytkowi z Melsztyna, nadający prawa magdeburskie dla jego miast Żabna i Brzeska oraz imiennie wymienionych wsi jest pierwszym źródłem pisanym, w którym pojawia się nazwa wsi. Nie ma w nim jednak żadnych wzmianek o istnieniu kościoła i parafii. Jan Długosz po 1470 w Liber beneficiorum, używając nazwy „Opporzyschow” i „Oporzischow”, podaje, że wieś składa się z czterech łanów kmiecych, z których płaci się dziesięcinę dziekanowi krakowskiemu oraz wymienia drewniany kościół pw. św. Małgorzaty i szkołę ludową. W czasach starożytnych niedaleko Odporyszowa, wzdłuż Dunajca i Wisły przebiegał tzw. „bursztynowy szlak”, w wiekach średnich wiodły trakty handlowe na Węgry i Ruś Kijowską.
W ciągu swej historii, Odporyszów wielokrotnie był najeżdżany przez obce wojska. W 1572 garstka miejscowych wojowników odparła atak tatarskich i kozackich hord. Za panowania króla Jana Kazimierza, podczas „potopu szwedzkiego” w 1655, Odporyszów zasłynął męstwem polskich oddziałów zbrojnych, składających się ze szlachty, rycerzy i chłopów, którzy odnieśli spektakularne zwycięstwo nad innowiercami. Wydarzenie to uznano za przejaw cudownej interwencji Matki Boskiej, zaś odtąd Odporyszów stał się celem pielgrzymek polskiego rycerstwa i prostego ludu, przeobrażając się w miejsce kultu.

#### Jan Wnęk
Okres świetności Odporyszowa wiąże się z postacią ks. Stanisława Morgensterna, posła do sejmu krajowego Galicji, który zlecił Janowi Wnękowi wykonanie rzeźb do 52 kaplic. Jan Wnęk, miejscowy rzeźbiarz, cieśla i konstruktor, w latach 1866–1869, na oczach tysięcy pielgrzymów, wykonał szereg lotów z kościelnej dzwonnicy na własnoręcznie skonstruowanej maszynie do latania. Pionierskie wyczyny śmiałka, ze względu na brak dokumentalnych potwierdzeń nie zyskały dotychczas miejsca w oficjalnej historii awiacji, wciąż trwają starania o przyznanie Wnękowi tytułu „pioniera światowego lotnictwa, pierwszego lotnika”. Ostatni, niefortunny lot, zakończony upadkiem i w konsekwencji śmiercią „Ikara znad Dunajca” odbył się w wigilię Zielonych Świątek 1869.

#### Sanktuarium Matki Boskiej Zwycięskiej
Pierwsza wzmianka o parafii w Odporyszowie w „Liber beneficiorum” Jana Długosza pochodzi z okresu po 1470 i odnosi się do kościoła pw. św. Małgorzaty, który istniał do początku XVIII w. Wedle relacji Długosza, do kościoła należała rola i sadzawka, ponadto proboszcz pobierał dziesięcinę z Czarnych Niw. Podczas najazdu szwedzkiego, gdy wojska Karola Gustawa spaliły pobliskie miasteczko Żabno, garść szlachty z rycerstwem i ludem, okopana w lesie niedaleko kościoła uderzyła na wojska szwedzkie, rozpraszając je i topiąc w pobliskich bagnach. Wedle do dzisiaj opowiadanej legendy, obrońcom Odporyszowa przyszła z pomocą Matka Boska, wyprowadzając zdrój czystej wody z siedmiu źródełek, tryskających z wyschniętej ziemi. W tzw. „studzience” krystaliczne źródło bije do dziś. W następstwie zwycięstwa nad innowiercami, obraz Matki Boskiej został otoczony kultem, który rozszerzał się i gromadził coraz większe rzesze pielgrzymów. Pątnicy, przybywający przed oblicze Pani Powiśla pozostawiali liczne wota i zapisy w kronikach. Wtedy pojawił się zamysł budowy nowej, jednonawowej świątyni w stylu barokowym, którą po 30 latach ukończono w 1702, a w jej głównym ołtarzu umieszczono cudowny obraz.
Nową świątynię konsekrował 16 września 1714 biskup Michał Szembek, opat komendatoryjny mogilski i sufragan krakowski. Kościół otrzymał tytuł Najświętszej Maryi Panny, w późniejszych wiekach wzbogacany o różne tajemnice z życia Matki Bożej, obecnie Oczyszczenia NMP, święto popularnie zwane Matki Boskiej Gromnicznej. Podczas rozbiorów Polski, z rozkazu arcyksięcia Austrii Józefa II zrabowano wszystkie wota. Nastał okres oziębłości religijnej i spadku liczby pielgrzymów.
31 marca 1849 proboszczem połączonych parafii w Żabnie i Odporyszowie został ks. Stanisław Morgenstern, który przystąpił do przywracania świetności sanktuarium oraz budowy na terenie parafii 52 kapliczek na wzór kaplic palestyńskich. Rzeźby do nich, w liczbie ok. 500 wykonał miejscowy artysta ludowy Jan Wnęk.
W 1905 opiekę nad sanktuarium objęli księża misjonarze. W 1915 kościół został uszkodzony wskutek działań wojennych. Zniszczony od wybuchu armatniego dach budynku oraz dzwonnicę wyremontowano po zakończeniu I wojny światowej, a następnie w 1928 zbudowano nową zakrystię, pierwotną przekształcając na kaplicę boczną. 15 sierpnia 1937 uroczystej koronacji cudownego obrazu dokonał biskup tarnowski Franciszek Lisowski.
Obecnie, w miejscowym kościele znajdują się: ołtarz główny z obrazem Matki Boskiej z Dzieciątkiem, ze św. Wojciechem i św. Stanisławem, ołtarze boczne z obrazami św. Katarzyny, Chrystusa Bolesnego, św. Józefa, chrzcielnica marmurowa, ambona rokokowa, organy 11-głosowe, stacje Męki Pańskiej, witraże wykonane w krakowskiej firmie Żeleńskich, barokowy krucyfiks. Na wprost wejścia głównego do świątyni znajduje się wolnostojąca dzwonnica, nakryta hełmem z latarnią. Zawieszony na niej dzwon został odlany w 1925 w miejscowości Udine, w północnych Włoszech. W latach 1866–1869, z zamocowanej na dzwonnicy platformy Jan Wnęk wykonywał swoje loty.

### XX wiek

#### Okupacja niemiecka
W roku szkolnym 1939/1940 zaczął obowiązywać program nauczania narzucony przez Niemców. Zimą zdarzały się częste przerwy w nauce z powodu braku opału, w styczniu 1940 okupant wydał szkołom powszechnym zakaz nauczania historii, geografii politycznej i śpiewu, zabroniono również posługiwania się podręcznikami do języka polskiego. Dozwolone były jedynie podręczniki do religii, arytmetyki i przyrody. Kierownicy szkół mieli obowiązek przekazać urzędom gminnym odebrane uczniom podręczniki. Zarządzono także usunięcie godeł państwowych, portretów, map i obrazów, uczniom wydawano świadectwa w języku niemieckim. Starsza młodzież, szczególnie chłopcy, ukrywali się w lasach z obawy przed aresztowaniem i wywozem na roboty lub do obozu. W 1945, podczas nasilających się walk nad rzeką Dunajec, Niemcy nałożyli na wieś obowiązek pracy przy okopach ziemnych, dokąd dowożono mieszkańców furmankami. Za niewolniczą pracę wypłacano niewielkie wynagrodzenie, wydawano porcje żywności, a także alkohol. Niemcy wymagali od gospodarzy kontyngentów zboża i żywca, konfiskowali konie na potrzeby wojska, dlatego chłopi po kryjomu mełli ziarno, wypiekali chleb i dokonywali uboju zwierząt hodowlanych, groziła im za to surowa kara.
W lesie, przy drodze z Żabna do Dąbrowy Tarnowskiej znajdowały się magazyny broni i amunicji, a okolica była pilnie strzeżona przez wartowników w niemieckich mundurach, pochodzących z Ukrainy, Mongolii i Chorwacji, którzy po służbie zaglądali do wsi w poszukiwaniu żywności. Pewnego dnia zostali zaczepnie ostrzelani przez partyzantów, o czym natychmiast zameldowali dowództwu w Dąbrowie Tarnowskiej. Tego samego dnia zjawiły się we wsi ciężarówki pełne uzbrojonych żołnierzy z komendantem oddziału, który zarządził aresztowanie dziesięciu najbogatszych gospodarzy. Wskutek interwencji rodziny Marcina Augustyńskiego, jednego z uwięzionych, następnego dnia wszyscy zostali uwolnieni. Po ogłoszeniu kapitulacji Niemiec, przez Odporyszów przetaczali się zdemobilizowani sowieccy żołnierze. Objuczeni wojennymi łupami, konno przeganiali na wschód stada krów i plądrowali okoliczne gospodarstwa i sady.

#### Przemiany kulturowe
Budowa linii kolejowej Tarnów – Szczucin, popularnie zwanej Szczucinką, z przystankiem kolejowym Fiuk (2 km od Odporyszowa), której oficjalne otwarcie nastąpiło 15 października 1906 zwiększyła dostępność infrastruktury miejskiej dla mieszkańców Odporyszowa. Z kolei dzięki inwestycjom przemysłowym zrealizowanym w okresie międzywojennym, tj. Zakładom Celulozy w Niedomicach i Zakładom Azotowym w Tarnowie wielu mieszkańców znajdowało zatrudnienie i nowe źródło utrzymania, a w konsekwencji porzucało uprawę roli jako podstawowe zajęcie. Niektórzy przenosili się do okolicznych miast w poszukiwaniu lepszego życia.

#### Emigracja
Na przestrzeni XX w. przeważały trudne warunki bytowe, do tego dwie wojny światowe, przeludnienie i brak swobód obywatelskich stanowiły przyczynę kilku fal emigracji z Odporyszowa. Głównym kierunkiem „wyjazdów za wolnością i chlebem” były Stany Zjednoczone. Część emigrantów zarobkowych po kilku latach powracała w rodzinne strony z wyższym statusem materialnym, inni osiedlali się na stałe, najczęściej w Chicago, z czasem przyjmując obywatelstwo amerykańskie. Wielu angażowało się w działalność organizacji polonijnych, np. „Klubu Odporyszów”, organizując pomoc dla rodaków w Polsce, szczególnie w okresie stanu wojennego i trudnych latach 80.

## Zabytki
- Kościół parafialny pw. Oczyszczenia NMP z otoczeniem w obrębie ogrodzenia i wieżą (wpisany do rejestru zabytków nieruchomych województwa małopolskiego[31])

## Współczesny Odporyszów

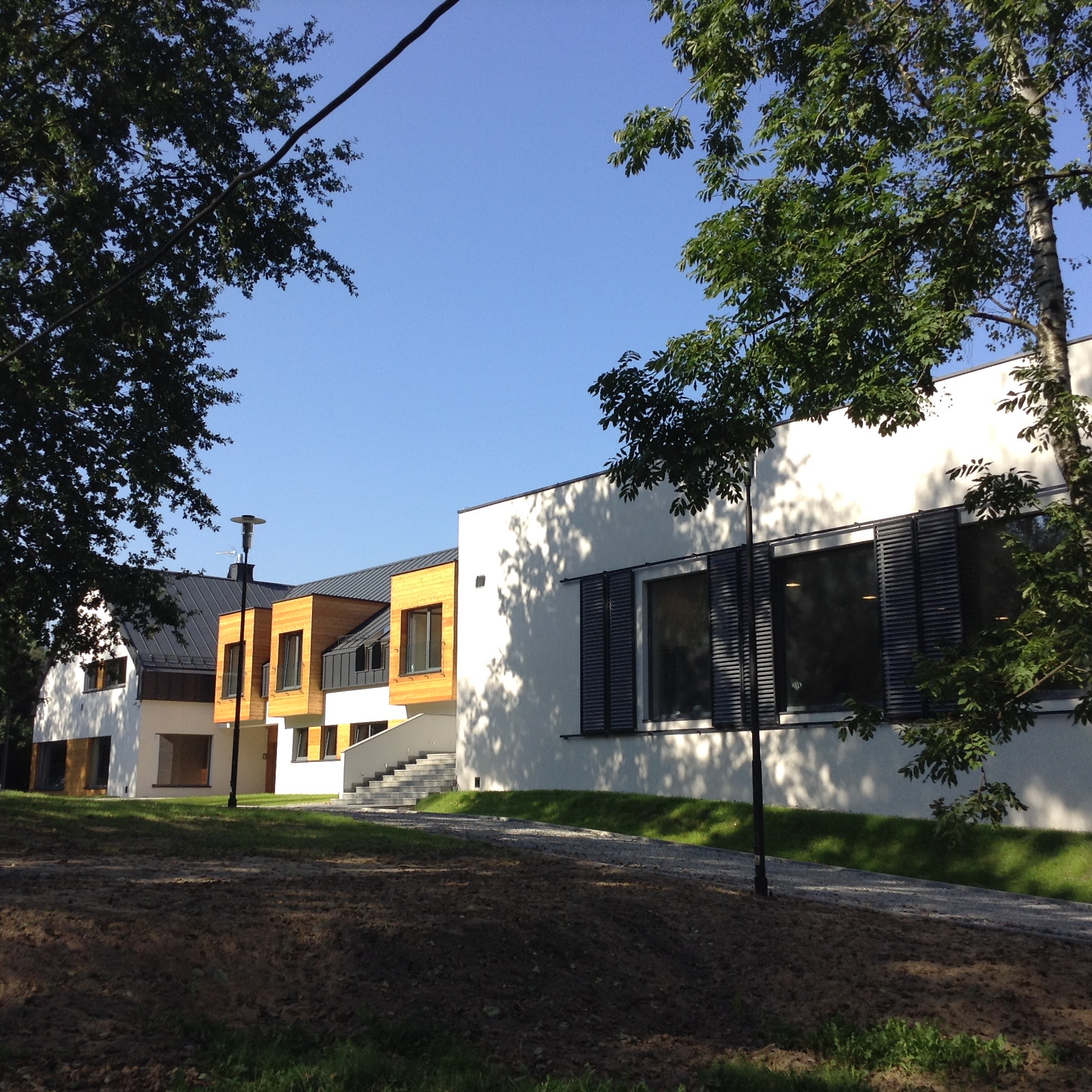
SIEMACHA Spot w Odporyszowie: dom dziecka, placówka dzienna, centrum sportowe

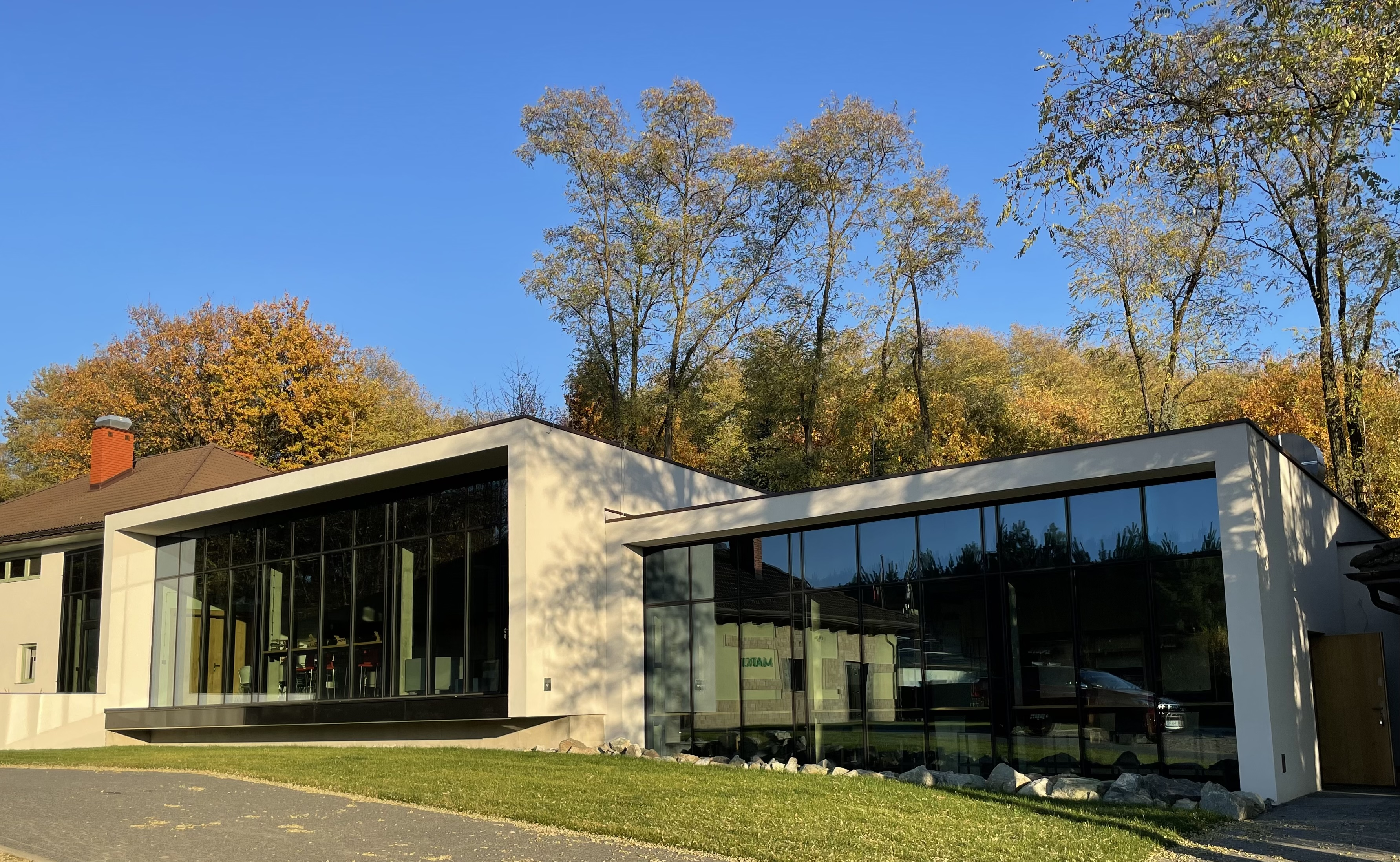
Nowoczesna jadalnia i sala kinowa w kompleksie Fundacji DEMOS w Odporyszowie

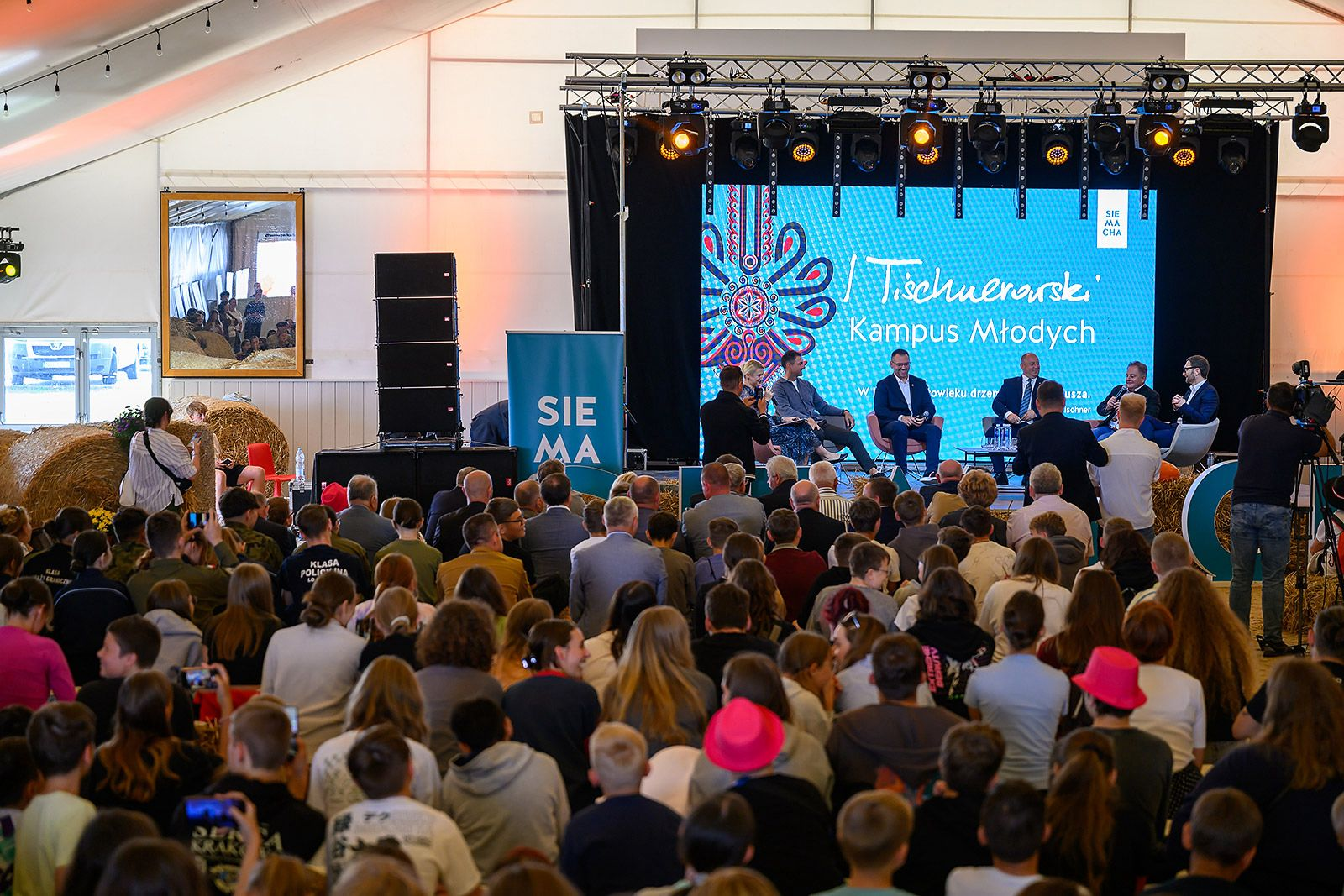
I. Tischnerowski Kampus Młodych w ośrodku Stowarzyszenia SIEMACHA w Odporyszowie

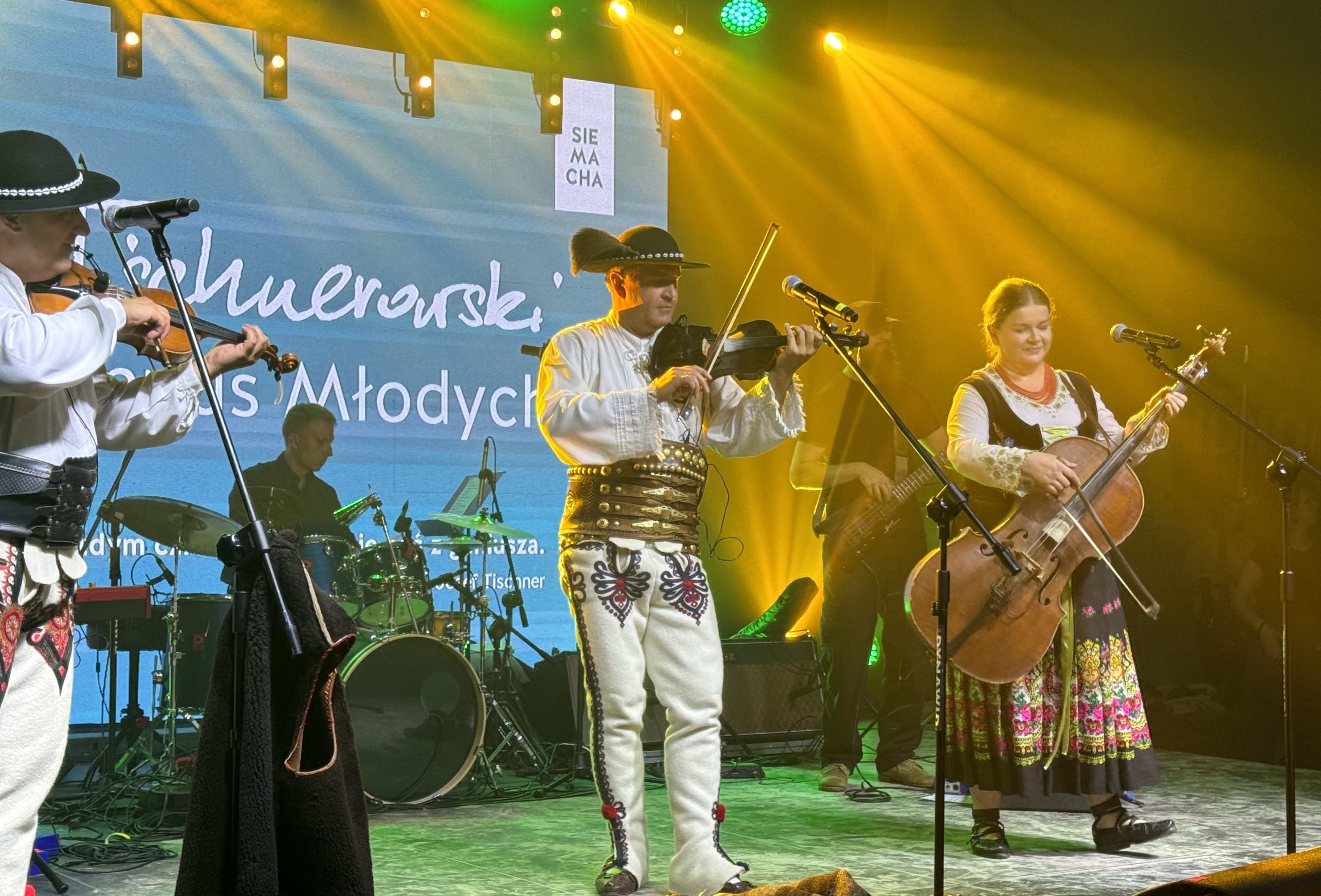
Zespół Trebunie Tutki na Tischnerowskim Kampusie Młodych w Odporyszowie

We wsi znajduje się Szkoła Podstawowa im. Jana Wnęka oraz siedziba parafii Oczyszczenia Najświętszej Maryi Panny. W sąsiedztwie kościoła istnieje Muzeum Parafialne im. Jana Wnęka zaliczone do Małopolskiego Szlaku Architektury Drewnianej, eksponujące rzeźby odporyszowskiego Ikara. 
Od połowy 2002, na terenie dawnego gospodarstwa Wojciecha Augustyńskiego Fundacja Demos rozwija kompleks edukacyjno-sportowy dla dzieci, obejmujący obszar ok. 10 ha, gdzie we wrześniu 2014 Stowarzyszenie Siemacha uruchomiło dom dziecka, placówkę wsparcia dziennego, ośrodek wakacyjny i centrum sportowe. Do kompleksu należy Centrum Sportów Konnych. Znajduje się tutaj również lądowisko im. Jana Wnęka. W marcu 2022 w placówce zamieszkały sieroty z Chersonia (Ukraina).
W dniach 11-13 września 2024 odbył się w Odporyszowie I. Tischnerowski Kampus Młodych pod hasłem: "W każdym człowieku drzemie coś z geniusza".

### Atrakcje turystyczne
- kościół z przełomu XVII i XVIII wieku
- muzeum, pomnik i epitafium Jana Wnęka
- kapliczki Siedmiu Boleści
- Studzienka
- ośrodek Fundacji DEMOS

## Ludzie związani z Odporyszowem
- Wojciech Augustyński – powstaniec styczniowy, gospodarz, cieśla, działacz ludowy, wójt Odporyszowa
- Jan Augustyński – filolog klasyczny, profesor gimnazjalny, wiceprezes Zarządu Gdańskiej Macierzy Szkolnej, dyrektor Gimnazjum Polskiego w Gdańsku, działacz polonijny
- Stanisław Augustyński – prawnik, urzędnik skarbowy w Sanoku, działacz ludowy, społecznik, poseł na Sejm III kadencji II RP
- Zygmunt Augustyński – prawnik, dziennikarz, polityk, działacz Polskiego Państwa Podziemnego, red. nacz. „Expresu Porannego” i „Gazety Ludowej”, więzień okresu stalinowskiego
- Kazimierz Habicht – polski dyplomata pochodzenia niemieckiego, doktor medycyny, tytularny generał brygady Wojska Polskiego[48]
- Władysława Habicht - działaczka społeczna, pionierka spółdzielczości mieszkaniowej, emancypantka
- Justyna Kołodziej-Kozub - politolożka, coach, trenerka kompetencji społecznych
- Stanisław Morgenstern – polski duchowny katolicki pochodzenia niemieckiego, proboszcz w Lisiej Górze (1835–1848), proboszcz połączonych parafii w Żabnie i Odporyszowie (1849–1880), poseł do Sejmu Krajowego Galicji i Rady Państwa w Wiedniu, mecenas Jana Wnęka, działacz niepodległościowy, promotor oświaty i trzeźwości.
- Jan Wnęk – rzeźbiarz, konstruktor, wynalazca, lotnik